# Матта (река)
Матта (устар. Маатта) — река в России. Длина реки — 195 км, площадь водосборного бассейна — 4110 км².
Протекает в Якутии по территории Горного улуса. Впадает в реку Синюю в 118 км от её устья по левому берегу. На правом берегу — село Бердигестях. По данным наблюдений с 1975 по 1992 год среднегодовой расход воды в районе села (151 км от устья) составляет 1,19 м³/с. На реке Матта расположено одноимённое водохранилище. Основной приток — Дугда (слева).

## Данные водного реестра
По данным государственного водного реестра России и геоинформационной системы водохозяйственного районирования территории РФ, подготовленной Федеральным агентством водных ресурсов:
- Бассейновый округ — Ленский;
- Речной бассейн — Лена;
- Речной подбассейн — Лена между впадением Олёкмы и Алдана;
- Водохозяйственный участок — Лена от устья Олёкмы до водомерного поста посёлка Покровск.